# 常源寺 (さいたま市)

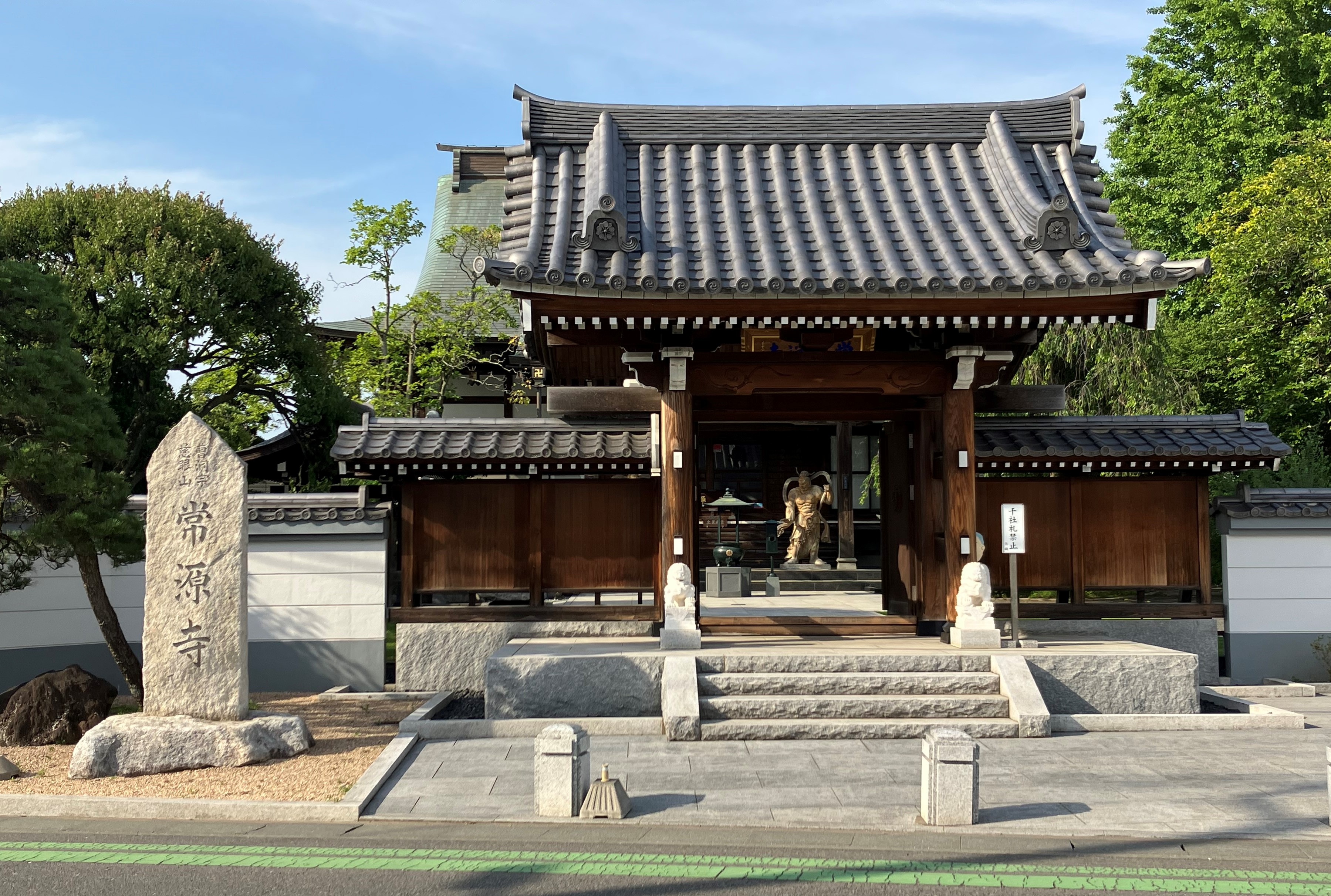
山門

常源寺（じょうげんじ）は、埼玉県さいたま市岩槻区にある曹洞宗の寺院。

## 歴史
1619（元和5）年、さいたま市岩槻区日の出町龍門寺５世の徳外文尭和尚によって開山されたと伝えられている。本尊は釈迦如来。
　当寺にはさいたま市の文化財に指定されている一石五輪塔があり、その造立年代が1494（明応3）年であること、発掘調査で室町時代と考えられる遺構が境内で発見されていることから、室町時代には既に存在していた可能性もある。
　その後、村民の山崎源左衛門が堂宇を再建し、中興開基となったとされている。
　現在の本堂は、1990（平成2）年に建立されたものである。
　2019（令和元）年の開山400年を機に、墓地の拡張・移設、永代供養墓の新設等の境内の整備が行われ、2014年（平成26年）には山門が再建されている。

## 文化財
当寺にある「一石五輪塔」がさいたま市の有形文化財に指定されている（昭和53年3月29日指定）。
　この一石五輪塔は、緑泥片岩製で、総高37.5cm、幅12cm、下部に台石に固定するための突起がある。空・風・火・地の各輪に「キャ」「カ」「ラ」「バ」「ア」（大日如来の真言）が梵字で刻まれ、地輪の「ア」の右側に「良秀逆修」、左側に「明応三七月日」との銘が刻まれている。室町時代の明応3（1494）年に良秀という人物が死後の安穏を祈って造立したものであると考えられている。
　五輪塔は、各部材を積み上げて造立する場合が多いが、一石五輪塔は全体を一つの石材から造り出している。市内に伝わる一石五輪塔では最古のものであり、室町時代の石塔文化に関する貴重な史料である。

## 交通アクセス
- 東武アーバンパークライン豊春駅より徒歩約18分。